# Schmitzhöfgen
Schmitzhöfgen ist ein Ortsteil der Gemeinde Ruppichteroth im Rhein-Sieg-Kreis in Nordrhein-Westfalen.

## Lage
Der alleinliegende Wohnplatz liegt in einer Höhe von 270 m ü. NHN auf den Hängen des Bergischen Landes. Entfernte Nachbarorte sind Lindscheid im Nordosten, Dörgen im Osten, Oeleroth im Südosten, Köttingen im Süden, Hodgeroth im Nordwesten und Straße im Norden.

## Geschichte
Schmitzhöfgen war Teil der ursprünglichen Gemeinde Ruppichteroth. Im preußischen Gemeindelexikon aus dem Jahre 1888 wurde der Ort als Gemeindeeinheit mit einem Wohngebäude, aber ohne Einwohner verzeichnet. Im Einwohner-Verzeichnis des Siegkreises aus dem Jahre 1910 wurde die Ortschaft Schmitzhöfgen nicht erwähnt.